# Louis Trabuc
Louis Trabuc, né le 2 août 1928 à Marseille et mort le 23 février 2008 à Manosque, est peintre, dessinateur, aquarelliste, assemblier français.

## Présentation
Louis Trabuc nait au 6, boulevard Cassini à Marseille. Les parents de Louis Trabuc lui donne le prénom d'un frère aîné décédé. Cette présence fantomatique engendrera un malaise précoce et hantera le peintre toute sa vie. Adolescent, il doit se battre contre son père fonctionnaire pour imposer sa vocation de peintre. Dès 1944, il intègre pour quatre ans l'école des Beaux-Arts à Marseille avant d'effectuer deux ans de service militaire en Allemagne.
En 1953, le directeur de l'école des Beaux-Arts de Marseille informe Trabuc qu'il le propose au concours du Grand prix de Rome. C'est sans compter sur son père qui refuse de payer le voyage à Paris pour présenter son dossier. Malgré cela, son travail est peu à peu remarqué. Ainsi, dans Les Lettres françaises en 1956, un critique estime que "Trabuc est en pleine possession de ses moyens".
En 1956, année où une galerie aixoise le prend sous contrat, Louis Traduc va vivre avec sa jeune épouse à Pierrevert, près de Manosque. Là, en 1957, nait leur fils unique, Vincent. Là encore, il rencontre Jean Giono qui lui demande d'illustrer deux de ses textes. Il fréquente alors le peintre Lucien Jacques, le romancier Jean Carrière, le peintre André Marchand, le photographe Lucien Clergue.
Puis, à l'hiver 1959, le couple s'installe quelques mois boulevard Saint-Jacques à Paris avant de regagner sa Provence. Cette année-là, Trabuc expose à la première édition de la Biennale de Paris, au Musée d'Art Moderne. Durant cette période de bonheur, le couple se lie d'amitié avec un voisin d'Oraison, le peintre Robert Malaval et sa compagne. Son suicide en 1980 marquera Trabuc.
En 1964, Trabuc quitte Manosque pour Lauris, dans le Lubéron, où il acquiert une maison en ruine à la Bourgade, maison qui deviendra son port d'attache définitif. Durant sa phase de rénovation, le couple séjourne à Forcalquier comme à Marseille.

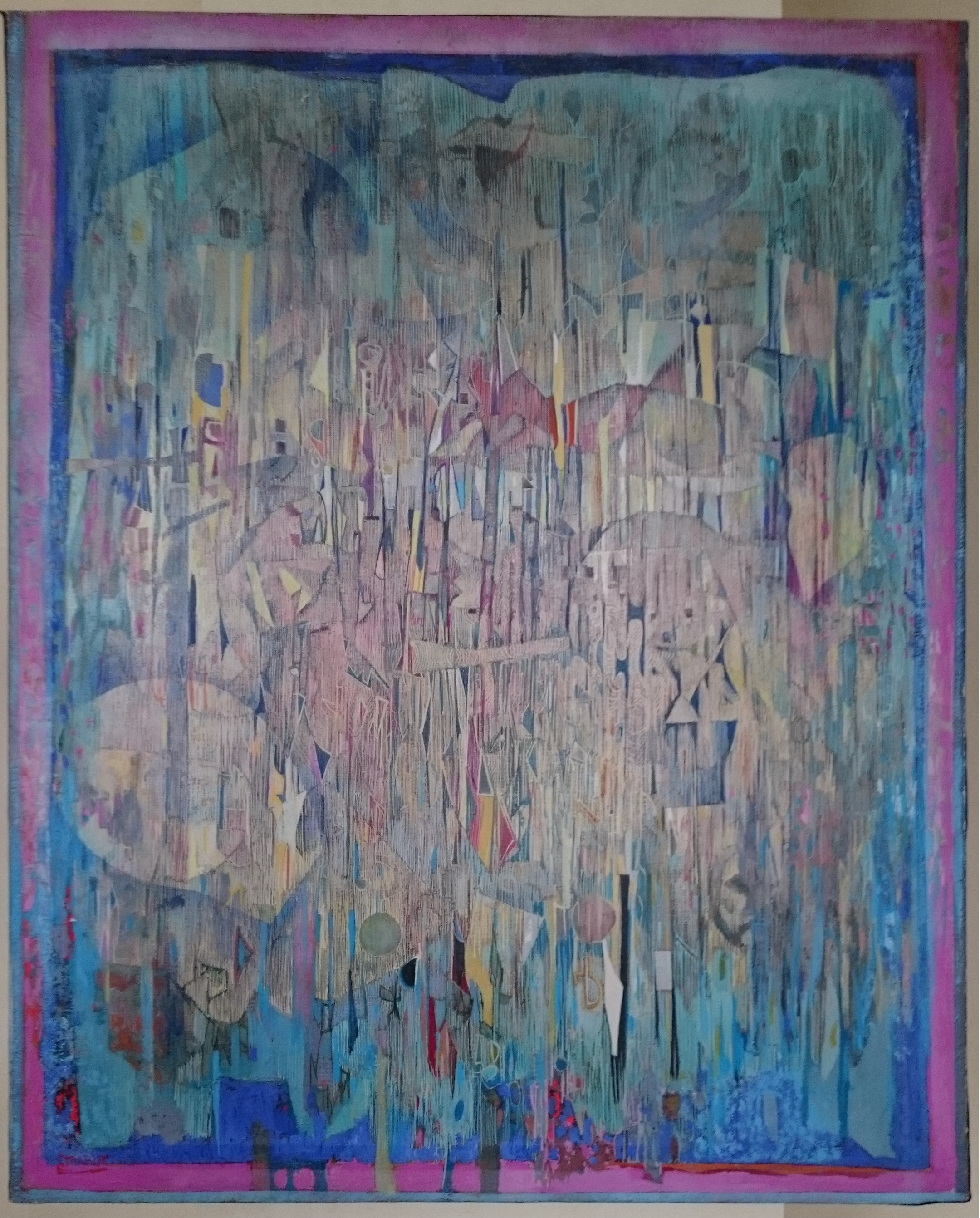
huile sur toile 1.00m x 0.82m.
Période LAURIS (1976-1978)

Louis Trabuc qui est considéré comme un chef de file de sa génération a œuvré au début de sa carrière dans la figuration en peignant des portraits, des marines, des natures mortes, des scènes traditionnelles de sa jeunesse. Mais peu à peu, il se détache d'une peinture sur le motif et va reconstituer dans les méandres de son imaginaire un univers végétal recréé auquel il apporte sa poésie et un tout petit peu de son âme.
Poursuivant sans cesse ses recherches, il va aller un certain temps vers des éléments géométriques entremêlés dans un univers d'approche poétique et d'une rare sobriété d'expression souvent aussi proche de la musique classique de son quotidien. Ses couleurs sont toujours de superbes harmonies nuancées ... des bleus des roses, des verts, des jaunes en contraste de gris, de noir et de rouge.
Puis vient le temps des assemblages de divers matériels, un travail minutieux, où son talent de coloriste est remarquable par la préciosité de ses petites touches colorées.
Sincère avec lui-même, mais doutant toujours de son art, Louis trabuc, réservé et modeste a préféré finir sa vie loin des mouvements picturaux et médiatiques par un travail acharné en osmose avec la nature dans le silence de son atelier du Haut Var.
De 1992 à 2000, il se manifeste encore un peu dans des expositions confidentielles mais qui le dérangent pour poursuivre sa peinture en pleine liberté. 
En 2000, il se retire dans son atelier du Haut-Var.
Toujours aussi discret, ce blessé de la vie - il a perdu son fils en 1978 - travaillait librement loin des foules, sans aucune influence, pour le seul plaisir d'accumuler un nombre impressionnant de pièces secrètes et pour lui-même ... son mystérieux musée personnel. 
Il meurt à l'hôpital de Manosque en 2008 emporté par la maladie.

## Prix et études
- 1944 : École des Beaux Arts de Marseille
- 1949 : prix Justin Claverie annuellement décerné par le jury du salon des Artistes Français.
- 1950 : Prix Stanislas Torrents
- 1950 : Prix de la Jeune Peinture
- 1954 : Prix de l'UMAM à Nice
- 1955 : Prix de l'UMAM
- 1956 : Prix de l'UMAM

## Expositions
- 1951 : Exposition de groupe Galerie Chave à Vence
- 1952 : Salon des Moins de Trente Ans avec Jean Arène, Trofimoff, Zutter
- 1953 : Galerie Lucien Blanc à Aix-en-Provence
- 1954 : Musée d'Art Moderne de la ville de Hyères
- 1954 à 1960 : Galerie Spinazzola à Aix-en-Provence
- 1956 : Galerie de Seine à Paris
- 1956 : Musée Réattu à Arles
- 1957 : Galerie Drouand David à Paris
- 1958 : Exposition de groupe : Quinzaine de Sydney (Australie)
- 1959 - 1961 : Biennale de Paris
- 1960 : Dix Ans de la Jeune Peinture, au Palais de la Méditerranée à Nice
- 1960 : Galerie Le Clou à Forcalquier (Alpes-de-Haute-Provence), avec Bernard Buffet et Robert Malaval
- 1961 : galerie Menuisement à Rouen
- 1961 : Biennale de Paris
- 1963 : Exposition Les peintres témoins de leur temps à Paris
- 1965 à 1967 : Galerie Spinazzola à Aix-en-Provence
- 1965 : Prix de la ville d'Orange (Vaucluse)
- 1966 : Galerie Le Breton à Marseille
- 1969 : Galerie Pinelli à Marseille
- 1970 : Galerie Le Clou à Forcalquier (Alpes-de-Haute-Provence)
- 1970 : Bicentenaire de Beethoven à Lauris (Vaucluse) - Décoration du village
- 1972 à 1976 : Biennale Musée Granet à Aix-en-Provence
- 1972 à 1975 : Salon d'été à Sauveterre
- 1973 à 1985 : Galerie La salle basse à Martigues
- 1975 : Salon de Noël à Aubagne
- 1977 : Galerie Au Grenier d'Abondance à Salon-de-Provence
- 1979 : Galerie du Palais à Marseille
- 1981 : Biennale internationale d'art contemporain à Brest
- 1981 : Salon d'Allauch
- 1983 à 1985 : Galerie La Maison Portugaise à Marseille
- 1984 : Exposition de groupe à Carpentras (Vaucluse)
- 1984 : Salon d'Art Contemporain à Sorgues (Vaucluse).
- 1985 à 1991 : La Galerie à Fontvieille (Bouches-du-Rhône)
- 1986 : Festival de peinture à Aix-en-Provence
- 1987 : Galerie de l'Oranger au Vieux Cannet (Var)
- 1989 : Galerie l'Atelier à Aix-en-Provence
- 1989 - 1992 : Galerie Aillaud Serre à Cornillon Confoux (Bouches-du-Rhône)
- 1990 : Galerie du Palais Royal à Nice
- 1992 : Exposition Peintres en Provence - Rotary Club à Salon-de-Provence

## Collections
Ses œuvres font partie de collections privées en France et à l'étranger, notamment aux États-Unis et au Brésil et de collections de l'État(qui lui a notamment acheté "Nature morte aux crevettes" en 1955 et "Nature morte aux oursins").

Collections publiques
- Musée d'art moderne de la ville de Paris
- Conseil Général des Bouches-du-Rhône
- Musée Cantini de la ville de Marseille
- Fond communal d'Art Contemporain de Marseille créé en 1949
- Musée des Baux-en-Provence.